# 53 Kalypso
Kalypso /kəˈlɪpsoʊ/ (định danh hành tinh vi hình: 53 Kalypso) là một tiểu hành tinh lớn và rất tối ở vành đai chính. Nó được nhà thiên văn học người Đức Karl T. R. Luther phát hiện ngày 4 tháng 4 năm 1858 ở Düsseldorf. Tiểu hành tinh này được đặt theo tên Calypso, một nữ thần bảo trợ biển trong thần thoại Hy Lạp, cùng tên với Calypso , một vệ tinh của Sao Thổ.